# TransJakarta
Transjakarta é um sistema de ônibus de transporte rápido (BRT) de Jacarta, capital da Indonésia. Foi o primeiro sistema de BRT do sul e sudeste da Ásia, sendo inaugurado no dia 25 de Janeiro de 2004.
Em dezembro de 2011, contava com 11 corredores (linhas) em operação, além de outras quatro em fase de planejamento e implantação. O projeto foi implantado pelo governo da província de Jacarta para melhorar as condições do trânsito e diminuir a atividade de meios de transporte alternativos, geralmente operando na clandestinidade.
Nos corredores exclusivos, circulam mais de 310 000 passageiros por dia com total de 114 783 774 passageiros em 2011. Os preços são subsidiados pelo governo da província de Jacarta. O preço médio por passageiro era de 2 900 Rp em 2011. Para 2012, está previsto um preço médio de 2 114 Rp. O Transjakarta também possui a maior extensão de corredores de BRT do mundo com 172 km de extensão e cerca de 520 ônibus em circulação.

## Planejamento
De acordo com o banco desenvolvimento da Ásia, o plano inicial teria as seguintes características
- Corredores com pistas simples e duplas
- Plataformas elevadas para embarque e desembarque
- Gerenciamento do transporte feita uma empresa publica e operação feita por empresas particulares
- Circulação média de 65 000 passageiros dia

## Historico

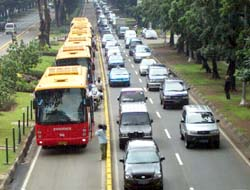
Pista exclusiva para os ônibus do TransJakarta.

A primeira linha do Transjakarta foi apresentada ao público no dia 15 janeiro de 2004. Após duas semanas de testes abertos ao público entrou em operação de forma definitiva no dia 1 de fevereiro. Inspirado no BRT de Curitiba e no Transmilênio (Bogotá), o sistema foi criado para garantir mais rapidez conforto e segurança aos passageiros. Para cumprir os objetivos alguma v ia de trafego intenso tiveram uma ou duas faixas destinada à circulação dos ônibus.
inicialmente alguns imprevistos prejudicaram a operação dos ônibus, como ausência de corredores de ônibus em túneis, falta de sinalização em cruzamentos ferroviários
Para garantir a igualdade social, a empresa responsável pelo gerenciamento do transporte determinou que 30% das vagas de motorista sejam destinadas às mulheres.
Ao longo de sua existência, vários corredores foram inaugurados para atender a grande demanda de passageiros. Abaixo um breve histórico da operação do transjakarta
- 15 de janeiro de 2004 corredor 1 blok m kota inauguração oficial
- 1º de fevereiro de 2004 corredor 1 blok m kota inicio das operações
- 15 de janeiro de 2006 corredor 2 pulo gadung harmoni inicio das operações
- 15 de janeiro de 2006 corredor 3 kalideres pasar baru inicio das operações
- 27 de janeiro de 2007 corredor 4 Pulo gadung Dukuh atas 2 inicio das operações
- 27 de janeiro de 2007 corredor 5 kp melayu ancol inicio das operações
- 27 de janeiro de 2007 corredor 6 halimun ragunan inicio da operações
- 27 de janeiro de 2007 corredor 7 kp rambutan kp melayu inicio das operações
- 21 de fevereiro de 2009 corredor 8 lebak bulus harmoni inicio das operações
- 31 de dezembro de 2010 corredor 9 pluit pinang ranti inicio das operações
- 31 de dezembro de 2010 corredor 10 PGC cililitan tanjung inicio das operações

## Acidentes
Entre janeiro e julho de 2010 ocorreram 237 acidentes nos corredores com pedestres e entre veículos de menor porte causando 8 mortes e 57 feridos. É comum os carros atravessarem as faixas exclusivas principalmente nos horários de pico para fugir dos congestionamentos. Em 2011, para reduzir a superlotação dos ônibus do sistema, as autoridades permitiram o trafego de veículos não pertencentes ao sistema nas pistas entre 6:00 e 9:00 e entre 16:00 e 19:00

## Caracteristicas dos ônibus

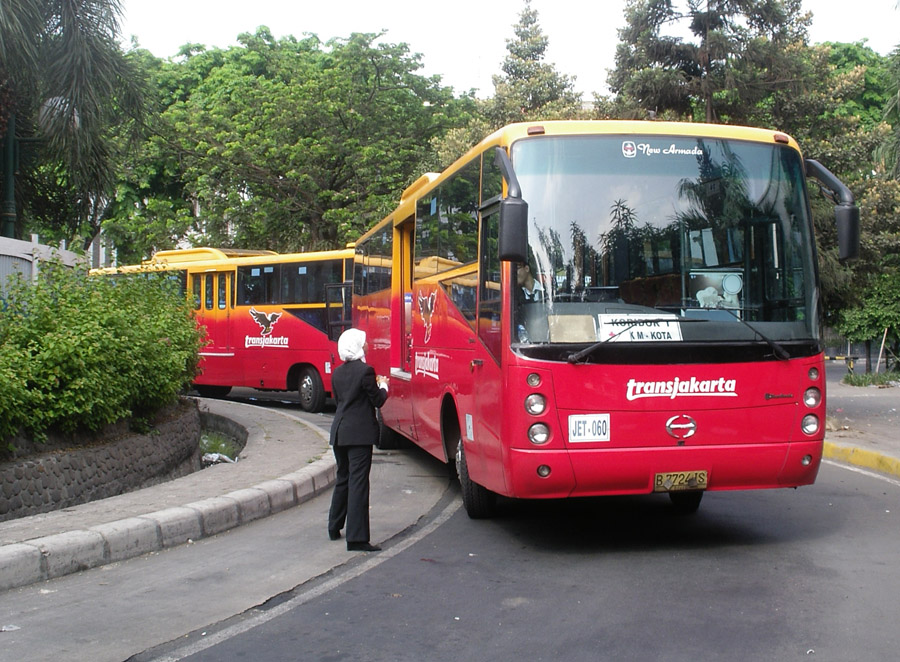
ônibus do TransJakarta, carroceria Hino RG.

Os ônibus foram projetados para garantir conforto e segurança aos passageiros. A carroceria foi construída com aço galvanizado menos suscetível a corrosão e ferrugem. Possuem três portas utilizadas em eventuais emergências, há ainda dois extintores de incêndio obrigatórios em eventuais emergências.
Construídos sob chassis Mercedes-Benz OH e Hino RG os ônibus são equipados com ar condicionado suspensão a ar e são alimentados com uma mistura de diesel comum com biodiesel. Os ônibus possuem pinturas diferenciadas conforme a linha alguns ônibus Daewoo importados da Coréia do sul rodam com gás natural O sistema ainda possui dezenas de ônibus articulados a maioria importado da china. Existem itinerários eletrônicos que mostram as estações e linhas em dois idiomas : indonésio e inglês além de um rádio comunicador que informa a central as condições do transito acidente e eventuais imprevistos